# Julián Elfenbein
Julián Eduardo Elfenbein Kaufmann (Santiago, 24 de julio de 1972) es un periodista, comediante, locutor y presentador de televisión chileno de origen judío.

## Biografía
Nació el 24 de julio de 1972 en Santiago. Es hijo de Salo Elfenbein Hornstein, ingeniero comercial y economista, que se desempeñó como asesor del ministro de Economía Pedro Vuskovic, y de la argentina Viviana Kaufmann Sucher. Estudió periodismo en la Universidad Diego Portales.  

## Carrera televisiva

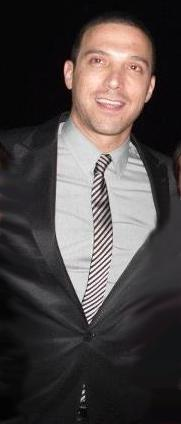
Julián Elfenbein

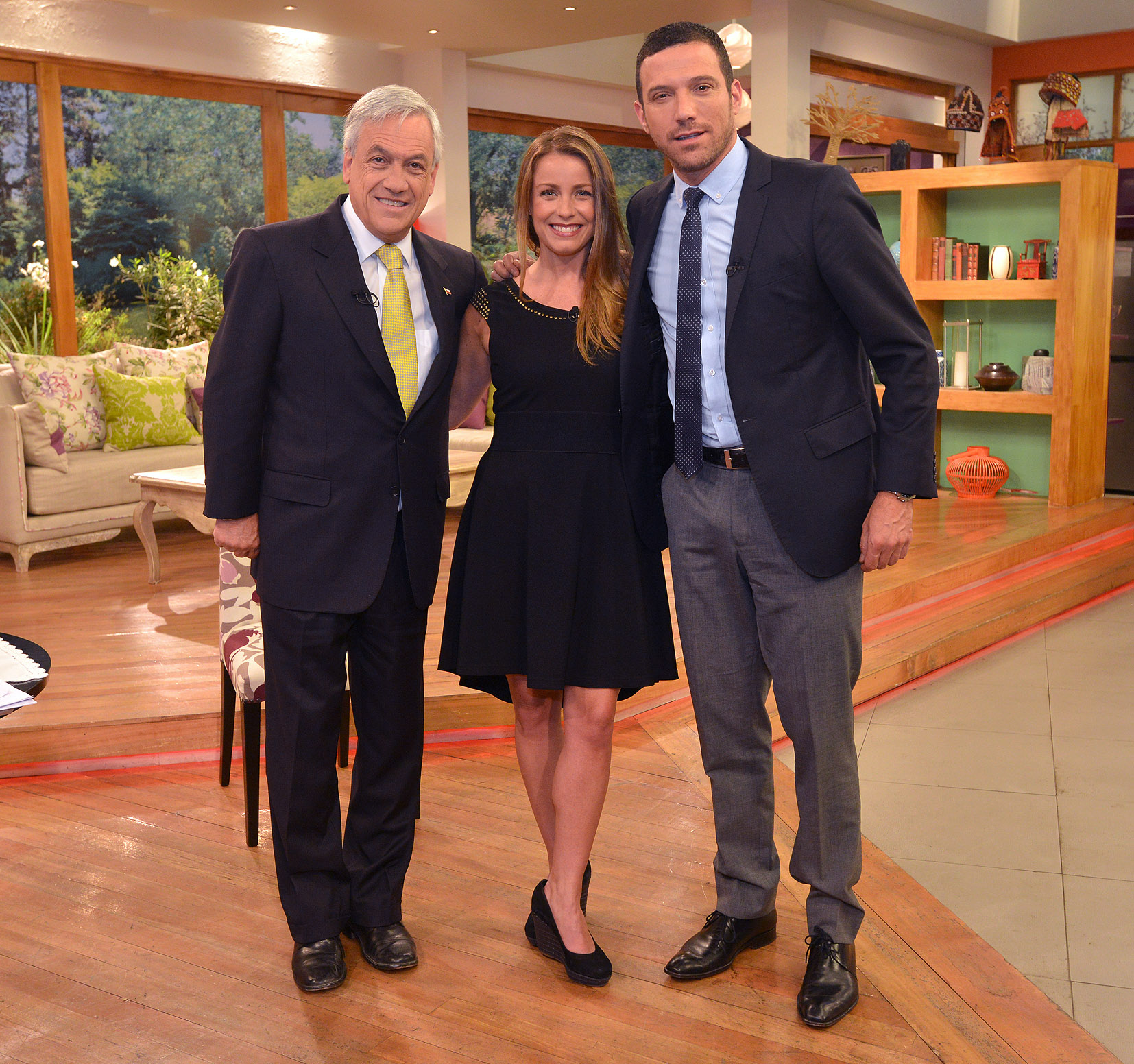
Elfenbein junto a Sebastián Piñera y la animadora Claudia Conserva
(2013)

Su primera aparición en televisión fue en el programa Extra jóvenes de Chilevisión durante la temporada 1995 donde fue panelista y reportero, ponía su visión de manera divertida del Campeonato Nacional de Fútbol de aquella época.
En 1996, condujo la versión local del programa mexicano Nintendomania por Megavisión, siendo a partir de ese año su debut oficial como conductor.
Su paso por Televisión Nacional de Chile donde se inició como cajero hasta llegar a convertirse en el animador oficial de Pase lo que pase luego de la salida de Felipe Camiroaga del programa, quien lo ayudó en sus inicios en la televisión. A esto se suma su veta como comediante donde dio vida a "Gastón Ponce" y posteriormente a "Ponce Candidato" en el programa Noche de juegos.
Tiempo después fue coanimador del reality show Tocando las estrellas, junto a Karen Doggenweiler, en 2004, Elfenbein se va a Canal 13 como panelista de Acoso textual pero fue acá donde tuvo que salir un tiempo de la televisión por un tratamiento médico. 
A su regreso, firmó contrato con Chilevisión, haciendo exitosos programas como Primer Plano. A mediados de diciembre de 2007 sería encontrado en YouTube un vídeo grabado con un teléfono celular en donde aparecían Francisca García-Huidobro, Jordi Castell, Pamela Díaz y Elfenbein, donde insultaban a su compañera de trabajo Carola Julio, mientras esperaban a esta última para una grabación para el programa. Esto provocaría la renuncia de Julio, la salida definitiva de Pamela Díaz de Chilevisión y las disculpas públicas del resto de los animadores. Más tarde sería Elfenbein quien dejaría el espacio. Otros programas del conductor en Chilevisión fueron Gente como tú, Allá tú, El poder del 10, Fiebre de baile y Talento chileno
En 2011 volvió a TVN para ser conductor del exitoso programa internacional Factor X Chile y el programa de concursos Un minuto para ganar. En septiembre de ese año asumió como animador oficial  del matinal Buenos días a todos tras la muerte de Felipe Camiroaga. En 2012 animó el V Festival de Iquique junto a Karen Doggenweiler y ganó el premio Copihue de Oro al mejor animador de Chile. Al año siguiente, anima junto a Karen el Festival de Antofagasta. En 2014 y 2015 animó el Festival del Huaso de Olmué. 
En diciembre de 2015, Elfenbein anunció su retiro del programa Buenos días a todos por cambio de formato. Posteriormente, fue desvinculado de la cadena televisiva, estando fuera de las pantallas hasta 2018, cuando asumió la conducción de Pasapalabra en Chilevisión.

## Vida personal
A mediados de 1996, sufrió un accidente automovilístico en el que murió su novia María Soledad Arís. Posteriormente se casó con Daniela Kirberg, con quien tuvo dos hijos, Benjamín y Sarah. Su padre falleció en febrero de 2010.
En agosto de 2004, tras una casual caída en el programa Acoso textual se le diagnosticó un tumor cerebral, que requería una urgente intervención quirúrgica.
El 30 de mayo de 2013, durante la emisión del programa Buenos días a todos, se entera en vivo que su esposa, Daniela Kirberg, se dirige a la Clínica Las Condes para dar a luz al tercer hijo de la pareja, Rafaela. El programa del matinal es interrumpido y se transmite en vivo la llegada de Julián a la clínica y su ansiedad del nacimiento.
El 27 de julio de 2018 ingresó de urgencia a la Clínica Alemana de Santiago por un ataque cardíaco.
Es hincha del Club Universidad de Chile.

## Programas de televisión

### Presentador
- 2022–2023: The Voice Chile[11]
- 2021: ¿Quién es la máscara?
- 2019–2021: Podemos hablar
- 2018–2023: Pasapalabra[8]
- 2015: Festival del Huaso de Olmué
- 2014: Top Chef
- 2014: Festival del Huaso de Olmué
- 2014: Festival de Antofagasta
- 2013: Frente al espejo
- 2013: La familia más loca de Chile
- 2013: Festival de Antofagasta
- 2012: El mejor de Chile
- 2012: Festival Verano Iquique
- 2011–2015: Buenos días a todos[8]
- 2011: Dime por qué
- 2011–2012: Un minuto para ganar
- 2011–2012: Factor X[7]
- 2010: Talento chileno
- 2009–2010: Fiebre de baile
- 2008: El poder del 10
- 2007: Allá tú
- 2006–2007: Primer plano
- 2006–2010: Gente como tú
- 2003: Tocando las estrellas
- 2003: Cosa de locos
- 2002: La gran sorpresa
- 2002: Pase lo que pase

### Especiales
- 2004: Acoso textual (como panelista)
- 2002: Noche de juegos (como comediante)
- 1998–2001: Pase lo que pase (como reportero)
- 1998: Entre brujas (como reportero)
- 1997: Nintendomanía (como reportero)
- 1995–1996: Extra jóvenes (como reportero)